# 台湾灰毛豆
台湾灰毛豆（学名：Tephrosia ionophlebia）为豆科灰毛豆属下的一个种。

## 扩展阅读
- 維基物種上的相關：台湾灰毛豆